# Salli
Salli – wieś w Armenii, w prowincji Wajoc Dzor. W 2011 roku liczyła 220 mieszkańców.